# Berlin-Falkenberg
Falkenberg is een stadsdeel van Berlijn in het district Lichtenberg. Het voormalige dorp ligt aan de rand van de stad, tegen de grens met de Brandenburgse gemeente Ahrensfelde. Falkenberg is met 3.100 inwoners zeer dunbevolkt; het grootste deel van het stadsdeel is dan ook onbebouwd.

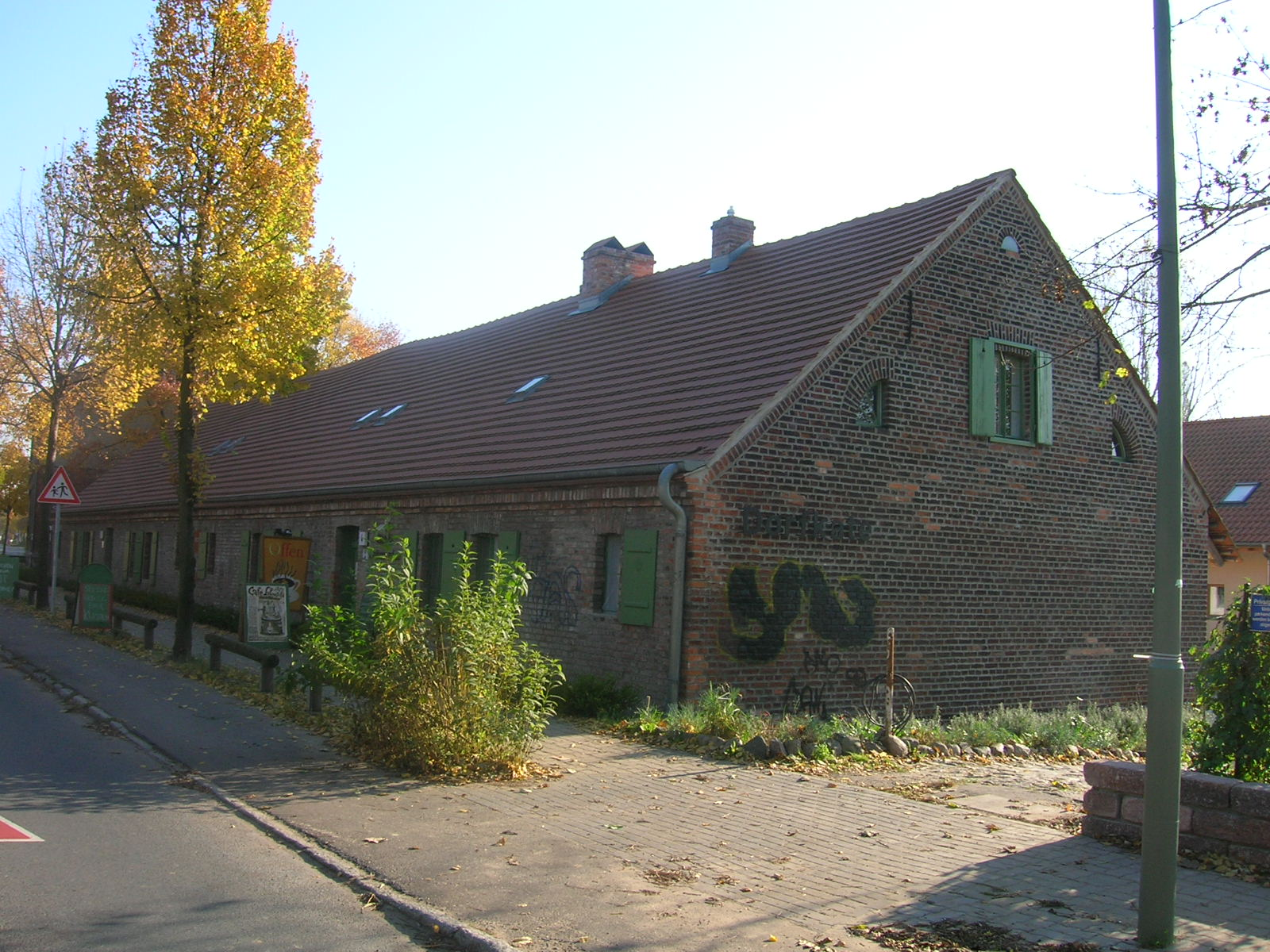
Gereconstrueerde boerderij in de Dorfstraße

Het lintdorp Falkenberg wordt voor het eerst schriftelijk vermeld in een oorkonde uit 1370. De heerlijkheid wordt in 1875 verworven door de stad Berlijn, die er, zoals in veel dorpen in Barnim (streek), vloeivelden voor de waterzuivering laat aanleggen. Bij de vorming van Groot-Berlijn wordt Falkenberg door de Duitse hoofdstad geannexeerd. Het dorp is voortaan onderdeel van het Berlijnse district Weißensee. In de nadagen van de Tweede Wereldoorlog blaast de Wehrmacht de 18e-eeuwse dorpskerk op. Op de vroegere locatie van de kerk bevindt zich tegenwoordig een park.
Vanaf de jaren zeventig van de 20e eeuw verrijst aan de rand van Oost-Berlijn een aantal grote nieuwbouwgebieden. Aan de oostkant van Falkenberg rukt het stadsdeel Marzahn op, in het westen ontstaat Hohenschönhausen. In 1985 wordt de laatstgenoemde wijk een zelfstandig district, waarvan ook Falkenberg deel gaat uitmaken. De vloeivelden in het noorden van het stadsdeel worden vervangen door een moderne zuiveringsinstallatie. In 2001 volgt opnieuw een bestuurlijke herindeling: Hohenschönhausen gaat op in het district Lichtenberg. Een jaar later gaat een deel van Falkenberg over naar het nieuwe stadsdeel Neu-Hohenschönhausen.
De belangrijkste straat in Falkenberg is de van oost naar west verlopende Dorfstraße, die Ahrensfelde en het noorden van Marzahn met Hohenschönhausen verbindt. Net buiten de grenzen van het stadsdeel, in Neu-Hohenschönhausen, bevindt zich de tramhalte Falkenberg, eindpunt van de lijnen M4 en M17. Aansluiting op regionale spoorwegen en S-Bahn (lijn S7) bestaat via station Ahrensfelde, gelegen in de gelijknamige wijk van Marzahn.
Alt-Hohenschönhausen ·
Falkenberg ·
Fennpfuhl ·
Friedrichsfelde ·
Karlshorst ·
Lichtenberg ·
Malchow ·
Neu-Hohenschönhausen ·
Rummelsburg ·
Wartenberg